# Parque dedicado à Primeira Guerra Mundial (Rússia)
Parque dedicado à Primeira Guerra Mundial é um parque memorial em Moscou, no distrito Sokol. O parque não tem nome universalmente aceito, de uso geral. Em documentos da cidade usa-se tal nome: Parque memorial no endereço: Rua Novopeschanaia, Domínio 12 (em russo:  Парк мемориальный по ул. Новопесчаной, вл. 12). O parque é limitado pela Rua Novopeschanaia (em russo:  Новопесчаная улица), Rua Peschanaia (em russo:  Песчаная улица) e Peschani Pereulok (travessa; em russo:  Песчаный переулок), tem área de 11,2 hectares, a próxima estação do metro é Sokol.

## História
Desde fim do século XVIII os nobres vários criavam empresas de parque aí. No novembro de 1914 o parque foi resgatado para criação de cemitério de perecidos na Primeira Guerra Mundial. 15 de fevereiro de 1915 Cemitério Bratskoie ("de fraternidade") foi inaugurado. Desde começo de 1917 templo ortodoxo do cemitério realiza serviços divinos. 13 de novembro de 1917 37 perecidos nas batalhas contra bolcheviques foram enterrados no cemitério. Em 1918-1920 fuzilamentos de vítimas do terror vermelho realizam-se aí. Em 1932 cemitério foi liquidado e o templo foi feito explodir. Desde 1948 uma parte do cemitério ocupa-se por edifícios, na parte restante parque é criado. Em 1960 rio Tarakanovka, que limitava o cemitério, é colocado dentro de coletor, então mesmo sala de cinema "Leningrad" constrói-se. Em 1998 capela ortodoxa é construída no parque. 1 de agosto de 2004 cerimónia de inauguração do complexo memorial aconteceu. Agora o parque contém alguns monumentos: dos Aviadores, das Irmãs de Caridade, Parede da Memória e outros.

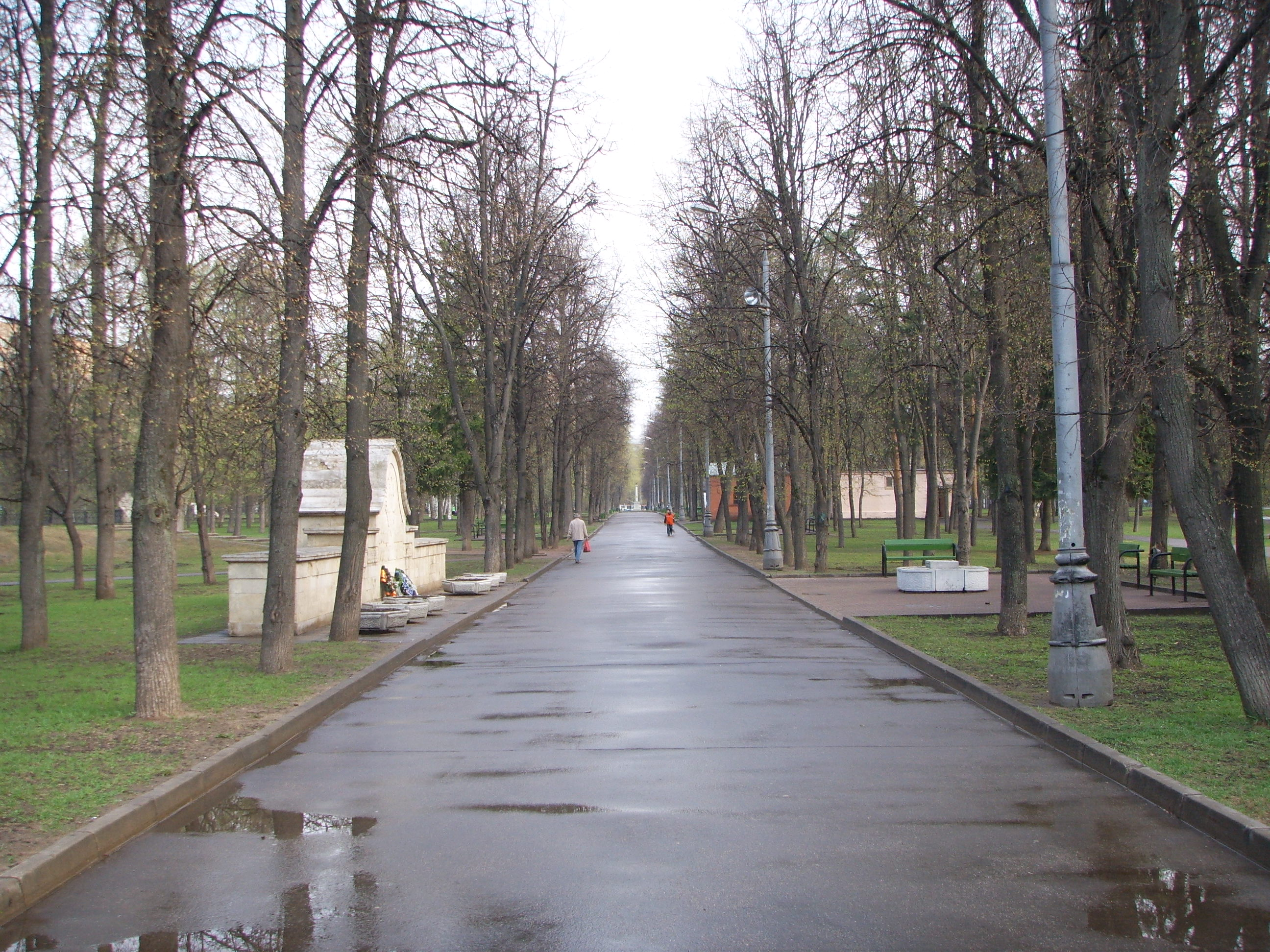
Alameda principal do parque
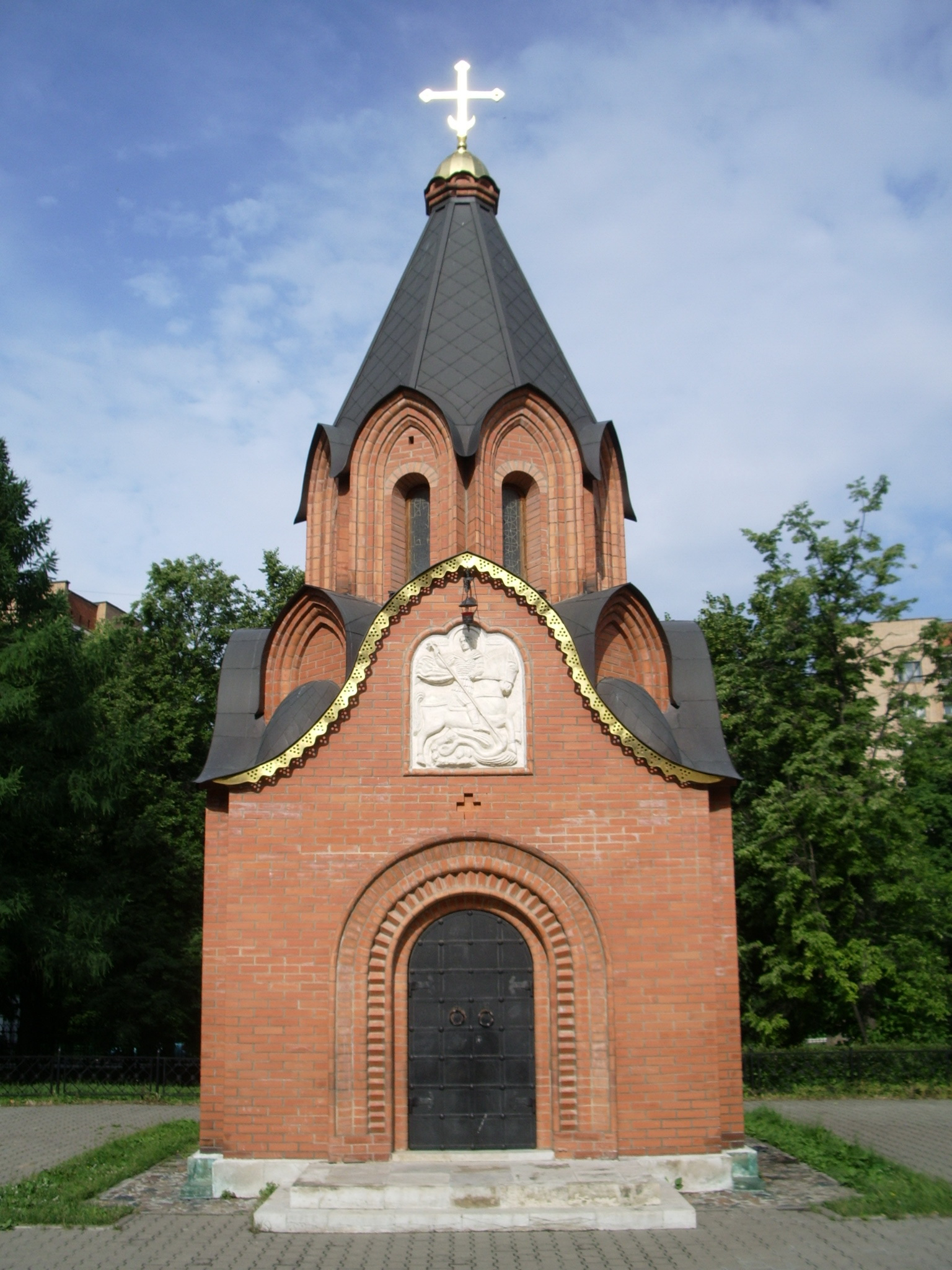
Capela ortodoxa
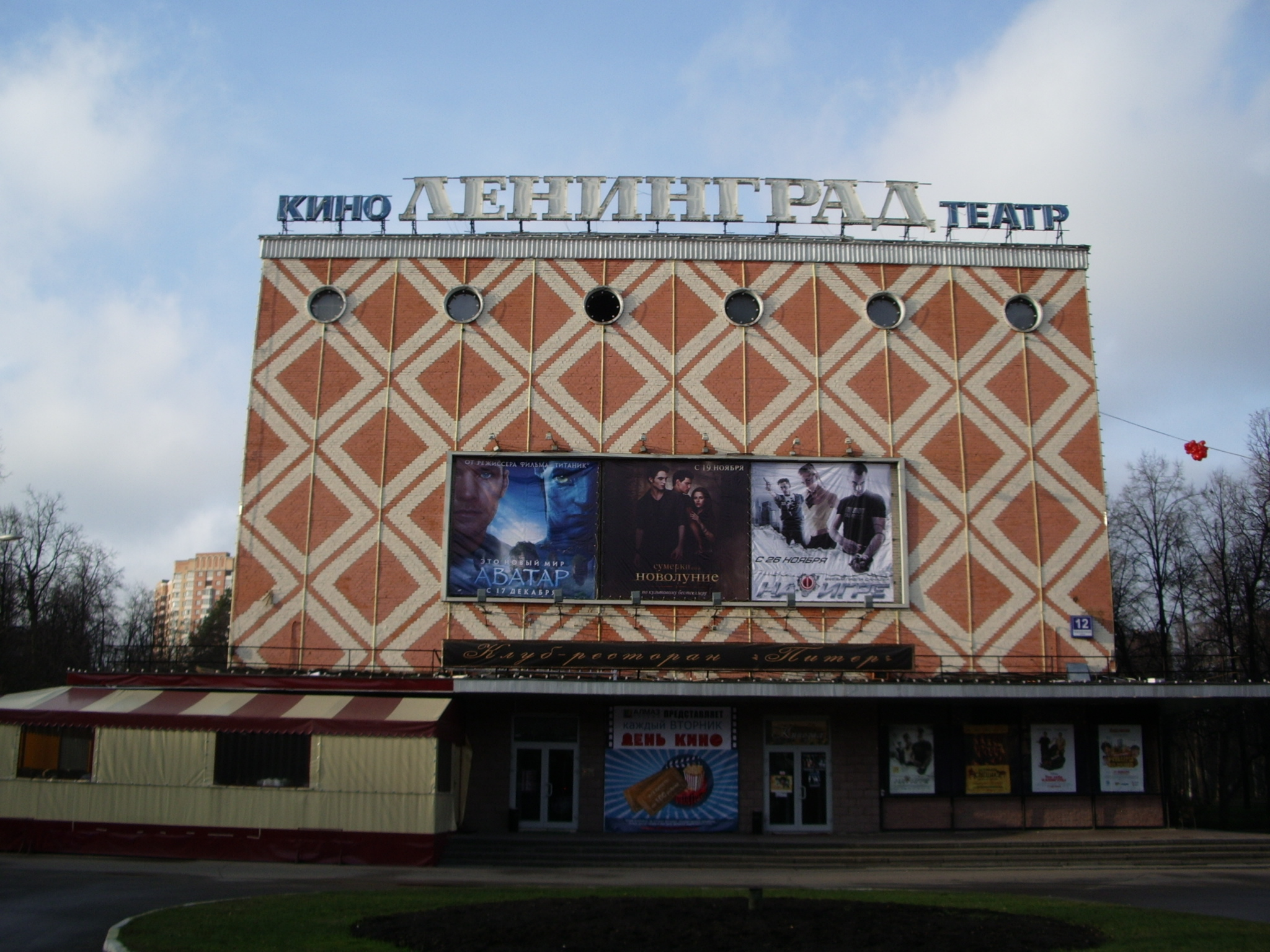
Sala de cinema "Leningrad"